# Бутьядінген
Бутьядінген (нім. Butjadingen) — сільська громада в Німеччині, розташована в землі Нижня Саксонія. Входить до складу району Везермарш.
Площа — 129,02 км2. Населення становить 6067 ос. (станом на 31 грудня 2021).